# Pollen-Vanga
Der Pollen-Vanga, jetzt Pollenvanga geschrieben, (Xenopirostris polleni) ist ein Sperlingsvogel in der Familie der Vangawürger (Vangidae).
Er ist nach den niederländischen Naturforscher François Pollen benannt.

## Merkmale
Der Pollen-Vanga ist ein kompakter, 24 cm großer und 61–65 g schwerer Vogel mit dickem blassen Schnabel, komplett schwarzer Kopf, Oberseite einschließlich Schwanz sind ebenso wie die Beine sind dunkelgrau. Die Brust ist rosafarben beim Weibchen, beim Männchen Schwarz. Das schmale Halsband ist beim Jungvogel noch breiter.

## Verhalten
Pollen-Vangas treten meistens in gemischten Schwärmen „Mixed Flocks“ mit anderen Vangas auf, suchen unter Rinde, Moos und unter Blättern nach Nahrung, die aus Insekten, Larven, Würmern und kleinen Säugetieren besteht.
Pollen-Vangas brüten zwischen September und Dezember im Osten.

## Verbreitung und Lebensraum
Der Pollen-Vanga ist in Madagaskar endemisch.
Er ist im tropischen Tiefland- und Bergregenwald bis etwa 2000 m  im Osten und Südosten Madagaskars  anzutreffen.
Die Art ist monotypisch.

## Gefährdungssituation
Der Bestand gilt als potentiell gefährdet (near threatened).